# 지례 장씨
지례 장씨(知禮 張氏)는 경상북도 김천시 지례면을 본관으로 하는 한국의 성씨이다. 시조 장일성(張日成)은 안동 장씨의 시조인 장정필의 후손으로 고려에서 문과에 급제해 이성계를 도와 아지발도(阿只拔都) 토벌에 공을 세워 지내며 지례군에 봉해졌다.

## 참고 자료
- “지례장씨(知禮張氏)”. 뿌리를 찾아서.[깨진 링크(과거 내용 찾기)]